# Sarbaro
Sarbaro, Xarbaraz ou Xarvaraz foi xá (rei dos reis ou imperador) do Império Sassânida de 27 de abril a 9 de junho de 630. Usurpou o trono de Artaxer III e foi morto por nobres iranianos após quarenta dias. Antes da usurpação, era um aspabedes (general) sob Cosroes II (r. 590–628). Além disso, é conhecido por seu importante papel durante a guerra bizantino-sassânida de 602-628, e os eventos que se seguiram depois.

## Nome
Xarbaraz é na verdade um título, que significa literalmente "o Javali do império", atestando sua destreza no comando militar e sua personalidade guerreira, já que o javali era o animal associado ao zoroastrista izade Varã, o epítome da vitória. Shahrwarāz (pálavi inscricional: 𐭱𐭲𐭫𐭥𐭫𐭠𐭰 štlwlʾc) é uma palavra persa média, com šahr significando "país" e warāz significando "javali". Esta palavra é traduzida como Xarbaraz (em persa: شهربراز; romaniz.: Šahrbarāz) em persa novo e como Sarbaro (em grego: Σάρβαρος; em latim: Sarbarus), Salbaras (Σαλβάρας) e Sarbarazas (Σαρβαραζας) nas fontes bizantinas, Sar Varaz (Սահր Վարազ) em Moisés de Dascurã e Sebeos. Ferdusi usou no Xanamé a forma abreviada Gurāz (گراز, literalmente "javali"), que vem do persa médio warāz.
De acordo com Tabari, seu nome verdadeiro era Farrucã (em árabe: فرخان; romaniz.: Farrukhān). Foi corrompido como Coreã (Խորեամ) em fontes armênias e Faraim (em árabe: فرایین; romaniz.: Farāyīn) no Xanamé de Ferdusi. O mesmo autor dividiu a personagem de Sarbaro em dois: Faraim, que era o usurpador, e Xarã-Guraz, que apoiou a rebelião de Barã Chobim. As fontes ainda usam o título de Rasmiozã (em grego: Ρασμιόζαν (Teófanes) e em armênio: Ռազմյոզան (Moisés de Dascurã)), que foi ainda registrado com Rusmíazas (em grego: Ρουσμίαζας), Rumiazã (Crônica de 1224), Erasmã (Sebeos), Rumizã (Bar Hebreu), Erasmiozã, Rasmaiuzã, Romezã, Rumbuzã e Rasmiosdã.

## Vida

### Primeiros anos
Sarbaro pertencia à Casa de Mirranes, um dos sete clãs partas; era filho de um certo Artaxer. Durante a vida posterior de Sarbaro, se juntou ao exército sassânida, onde ascendeu a altos cargos, e foi nomeado aspabedes de Ninruz. Era casado com a irmã do xainxá Cosroes II, Mirranes, com quem teve um menino chamado Sapor-i Sarbaro. Sarbaro ainda teve outro filho chamado Nicetas, cuja mãe é desconhecida.

### Guerra com o Império Bizantino
Sarbaro é mencionado pela primeira vez quando Cosroes II iniciou a última e mais devastadora das guerras bizantino-sassânidas, que durou 26 anos. O xá, junto com Sarbaro e seus outros melhores generais, conquistou Dara e Edessa em 604, e no norte, os bizantinos foram levados de volta à antiga fronteira pré-591 antes de Cosroes II lhes dar a maior parte da Armênia sassânida, partes da Mesopotâmia e metade ocidental do Reino da Ibéria. Depois de reconquistar o território perdido, Cosroes retirou-se do campo de batalha e entregou as operações militares aos seus melhores generais. Sarbaro foi um deles. Em 610, Heráclio, um armênio de provável descendência arsácida, revoltou-se contra o imperador Focas e o matou, coroando-se imperador do Império Bizantino. Depois de ascender, preparou um grande contra-ataque contra os sassânidas fora de Antioquia em 613, mas foi derrotado decisivamente por Sarbaro, que infligiu pesadas perdas ao exército bizantino e depois capturou a cidade, dando aos sassânidas acesso naval ao mar Mediterrâneo.
Após a derrota bizantina fora de Antioquia, Heráclio e seu irmão Teodoro, junto com o general Nicetas, combinaram seus exércitos na Síria, mas foram derrotados por Sarbaro e suas forças que cercaram Damasco e a capturaram junto com um grande número de tropas bizantinas como prisioneiros. Além disso, Sarbaro também derrotou um exército bizantino perto de Adriate, que é mencionado no Alcorão. Um dos eventos mais importantes de sua carreira foi quando liderou o exército sassânida em direção à Palestina e, após um cerco sangrento, capturou Jerusalém, em 614, cidade sagrada para os cristãos. Depois de sua conquista de Jerusalém, a Santa Cruz foi levada em triunfo. Em 618, Sarbaro foi ordenado por Cosroes II a invadir o Egito, e em 619, Alexandria, a capital do Egito bizantino, estava nas mãos dos sassânidas. Após a queda de Alexandria, Sarbaro e suas forças estenderam o domínio sassânida ao sul ao longo do Nilo. Em 621, a província estava seguramente nas mãos dos sassânidas, e um certo Saralaneozã foi nomeado seu governador. Em 622, Heráclio contra-atacou o Império Sassânida na Anatólia. Sarbaro foi enviado para lá para lidar com ele, mas acabou sendo derrotado.
Após a vitória de Heráclio, marchou à Albânia e passou o inverno lá. Sarbaro, junto com Saíno e Sarablangas foram posteriormente enviados pelas ordens de Cosroes II para prender as forças de Heráclio. Saíno conseguiu derrotar o exército bizantino. Devido ao ciúme entre os comandantes sassânidas, Sarbaro apressou-se com seu exército para participar da glória da vitória. Heráclio os encontrou em Tigranacerta e derrotou as forças de Sarablangas e Saíno um após a outra. Após esta vitória, Heráclio atravessou o Araxes e acampou nas planícies do outro lado. Saíno, com os restos dos exércitos dele e de Sarablangas, juntou-se a Sarbaro na perseguição de Heráclio, mas os pântanos os atrasaram. Em Aliovita, Sarbaro dividiu suas forças, enviando cerca de seis mil soldados para emboscar Heráclio enquanto o restante das tropas permaneceu em Aliovita. Heráclio lançou um ataque noturno surpresa ao acampamento principal sassânida em fevereiro de 625, destruindo-o. Sarbaro escapou por pouco, nu e sozinho, tendo perdido seu harém, bagagem e homens.
Heráclio passou o resto do inverno ao norte do lago de Vã. Em 625, suas forças tentaram empurrar de volta para o Eufrates. Em apenas sete dias, contornou o monte Ararate e as 200 milhas ao longo do rio Arsânias para capturar Amida e Martirópolis, fortalezas importantes no alto Tigre. Heráclio então seguiu em direção ao Eufrates, perseguido por Sarbaro. Segundo fontes árabes, foi detido no rio Satidama ou Batman Su e derrotado; fontes bizantinas, entretanto, não mencionam este incidente. Outra escaramuça menor entre Heráclio e Sarbaro ocorreu no rio Saro perto de Adana. Sarbaro estacionou suas forças do outro lado do rio dos bizantinos. Uma ponte atravessava o rio, e os bizantinos atacaram imediatamente. Sarbaro fingiu recuar para levar os bizantinos a uma emboscada, e a vanguarda do exército de Heráclio foi destruída em poucos minutos. Os sassânidas, no entanto, não cobriram a ponte, e Heráclio avançou com a retaguarda, sem medo das flechas que os sassânidas dispararam, virando a maré da batalha contra os sassânidas. Sarbaro expressou sua admiração por Heráclio a um grego renegado: "Veja seu imperador! Não teme essas flechas e lanças mais do que uma bigorna!" A Batalha do Saro foi uma retirada bem-sucedida aos bizantinos que os panegiristas magnificaram. No rescaldo da batalha, o exército bizantino passou o inverno em Trebizonda.

### Cerco de Constantinopla
Sarbaro, junto com um exército menor, mais tarde conseguiu passar pelos flancos de Heráclio e se aproximou de Calcedônia, a base sassânida do outro lado do Bósforo de Constantinopla. Cosroes II coordenou com o grão-cã dos ávaros para lançar um ataque coordenado a Constantinopla tanto do lado europeu quanto do asiático. O exército de Sarbaro estacionou-se em Calcedônia, enquanto os ávaros se posicionaram no lado europeu de Constantinopla e destruíram o Aqueduto de Valente. Por causa do controle da marinha bizantina do estreito de Bósforo, no entanto, os sassânidas não podiam enviar tropas para o lado europeu para ajudar seu aliado. Isso reduziu a eficácia do cerco, porque os sassânidas eram especialistas em guerra de cerco. Além disso, os sassânidas e os ávaros tiveram dificuldades de comunicação através do Bósforo protegido - embora, sem dúvida, houvesse alguma comunicação entre as duas forças.
Em 7 de agosto, uma frota de jangadas sassânidas transportando tropas pelo Bósforo foi cercada e destruída por navios bizantinos. Os eslavos sob os ávaros tentaram atacar as muralhas marítimas do outro lado do Corno de Ouro, enquanto o principal exército ávaro atacou as muralhas terrestres. As galeras do patrício Bono abalroaram e destruíram os barcos eslavos; o ataque terrestre ávaro de 6 a 7 de agosto também falhou. Com a notícia de que Teodoro havia triunfado decisivamente sobre Saíno (supostamente levando Saíno a morrer de depressão), os ávaros recuaram para o interior dos Bálcãs em dois dias, para nunca mais ameaçar Constantinopla seriamente. Embora o exército de Sarbaro ainda estivesse acampado em Calcedônia, a ameaça a Constantinopla havia acabado.
Decepcionado com o fracasso de Sarbaro, Cosroes II enviou um mensageiro com uma carta para Cardarigano, que era o segundo em comando do exército sassânida. A carta dizia que Cardarigano deveria matar Sarbaro e levar seu exército de volta a Ctesifonte, mas os portadores da carta foram interceptados na Galácia por soldados bizantinos, que entregaram a carta ao futuro imperador Constantino III, que por sua vez a entregou a Heráclio. Depois de ler a carta, se ofereceu para mostrar a carta a Sarbaro em uma reunião em Constantinopla. Sarbaro aceitou sua proposta e encontrou Heráclio na capital, onde leu a carta e passou para o lado de Heráclio. Sarbaro então mudou o conteúdo da carta, afirmando que Cosroes II queria 400 oficiais mortos, garantindo que Cardarigano e o resto do exército permanecessem leais a ele. Sarbaro então deslocou seu exército para o norte da Síria, onde poderia facilmente decidir apoiar Cosroes ou Heráclio a qualquer momento. Ainda assim, com a neutralização do general mais habilidoso de Cosroes, Heráclio privou seu inimigo de algumas de suas melhores e mais experientes tropas, enquanto assegurava seus flancos antes de sua invasão do Irã.

### Derrubada de Cosroes II
Em 627, Cosroes enviou uma carta a Sarbaro, dizendo que deveria enviar seu exército para Ctesifonte. Sarbaro, no entanto, desobedeceu e mudou-se para o Assuristão, onde montou um acampamento em Ardaxir-Cuarrá. Cosroes então enviou Farruquezade para negociar com ele, mas Farruquezade fez uma conspiração secreta contra Cosroes e juntou-se a Sarbaro. Um ano depois, as famílias nobres do Império Sassânida, cansadas da guerra contra os bizantinos e das políticas opressivas de Cosroes, libertaram o filho do xá, Siroes, que havia sido preso por seu próprio pai. As famílias incluíam: o próprio Sarbaro, que representava a Casa de Mirranes; a Casa de Ispabudã representada pelo aspabedes Farruque Hormisda e seus dois filhos Rustã Farruquezade e Farruquezade; a facção armênia representada por Basterotes II Bagratúnio; e finalmente o canaranges Canara. Em fevereiro, Siroes, junto com Gusdanaspa, capturou Ctesifonte e aprisionou Cosroes II. Siroes então se proclamou xá do Império Sassânida em 25 de fevereiro, assumindo o nome de reinado de Cavades II. Com a ajuda de Perozes Cosroes, executou todos os seus irmãos e meio-irmãos, incluindo o filho favorito de Cosroes II, Merdasas. Três dias depois, ordenou que Mir Hormisda executasse seu pai. Com o acordo dos nobres do Império Sassânida, Cavades II fez as pazes com o imperador Heráclio; sob os termos desta paz, os bizantinos recuperaram todos os seus territórios perdidos, seus soldados capturados, uma indenização de guerra, juntamente com a Vera Cruz e outras relíquias que foram perdidas em Jerusalém em 614. Após a perda de território necessária para o tratado de paz, a aristocracia amargurada começou a formar Estados independentes dentro do Império Sassânida. Isso dividiu os recursos do país. Além disso, barragens e canais ficaram abandonados, e uma praga devastadora irrompeu nas províncias ocidentais do Irã, matando metade da população junto com Cavades II, que foi sucedido por Artaxer III.

### Usurpação
Após a morte de Cavades II, Heráclio enviou a Sarbaro uma carta dizendo:
| “ | Agora que o rei iraniano está morto, o trono e o reino chegaram até ti. Eu o concedo a ti e à sua descendência depois de ti. Se for necessário um exército, enviarei em teu auxílio tantas [tropas] quantas precisar. | ” |

Em 27 de abril de 630, Sarbaro sitiou Ctesifonte com uma força de seis mil homens. Foi, no entanto, incapaz de capturar a cidade, e fez uma aliança com Perozes Cosroes, o líder da facção parsigue (persa), e o ministro anterior do império durante o reinado do pai de Artaxer, Cavades II. Também fez uma aliança com Nandar Gusnaspe, que o sucedeu como aspabedes de Ninruz em 626. Sarbaro, com a ajuda dessas duas figuras poderosas, capturou Ctesifonte e executou Artaxer III junto com muitos nobres sassânidas, incluindo o ministro Ma-Adur Gusnaspe. Sarbaro então se tornou o novo xá do Império Sassânida, e matou Cardarigano, que se opôs à usurpação.
Heráclio também reconheceu o filho cristão de Sarbaro, Nicetas, como seu herdeiro. Um cristão iraniano como herdeiro do Império Sassânida abriu as chances de cristianização do país. Depois de algum tempo, Sarbaro mandou crucificar Xanta, filho do ex-ministro financeiro Iasdim, em uma igreja em Marga. A razão desta execução foi alegadamente porque este último insultou Sarbaro durante o reinado de Cosroes II. Quarenta dias depois, em 9 de junho de 630, durante uma cerimônia, Sarbaro foi morto por um dardo lançado por Farruque Hormisda, que então ajudou Borana, a filha de Cosroes II, a subir ao trono.

## Legado
Sarbaro desempenhou papel importante na Guerra Bizantino-Sassânida de 602-628 e nos eventos que ocorreram após a guerra; seu motim contra Cosroes II fez com que o Império Sassânida caísse em uma guerra civil. Após a morte de Sarbaro, seu filho Sapor-i Sarbaro depôs Borana e tornou-se xá. Seu reinado, no entanto, não durou muito, e foi logo deposto pelos nobres. Durante o mesmo período, Nicetas entrou a serviço dos bizantinos, e mais tarde apareceria como um dos generais bizantinos na Batalha de Jarmuque durante as guerras bizantino-árabes. Uma saga detalhada de heroísmo e romance evoluiu em torno de Sarbaro mais tarde. No período islâmico, foi transferido à lenda de Omar ibne Anumane e seus filhos que foram incluídos nas Mil e Uma Noites, influenciando o épico bizantino tardio de Digenis Acritas.